# Rhagophthalmus tienmushanensis
Rhagophthalmus tienmushanensis är en skalbaggsart som beskrevs av Wittmer in Wittmer och Hideaki Ohba 1994. Rhagophthalmus tienmushanensis ingår i släktet Rhagophthalmus och familjen Rhagophthalmidae. Inga underarter finns listade i Catalogue of Life.